# Мюлли, Ули
У́ли Мю́лли (нем. Ueli Mülli) — швейцарский кёрлингист.
В составе мужской сборной Швейцарии участник чемпион мира (1975). Чемпион Швейцарии среди мужчин.
Играл на позиции первого.

## Достижения
- Чемпионат мира по кёрлингу среди мужчин: золото (1975).
- Чемпионат Швейцарии по кёрлингу среди мужчин: золото (1975).

## Команды
| Сезон   | Четвёртый    | Третий         | Второй      | Первый    | Турниры            |
| ------- | ------------ | -------------- | ----------- | --------- | ------------------ |
| 1974—75 | Отто Даниели | Роланд Шнайдер | Рольф Гаучи | Ули Мюлли | ЧШМ 1975 · ЧМ 1975 |

(скипы выделены полужирным шрифтом)